# Fringillidae
I Fringillidi (Fringillidae Leach, 1820) sono una famiglia di uccelli appartenente all'ordine dei passeriformi.

## Descrizione

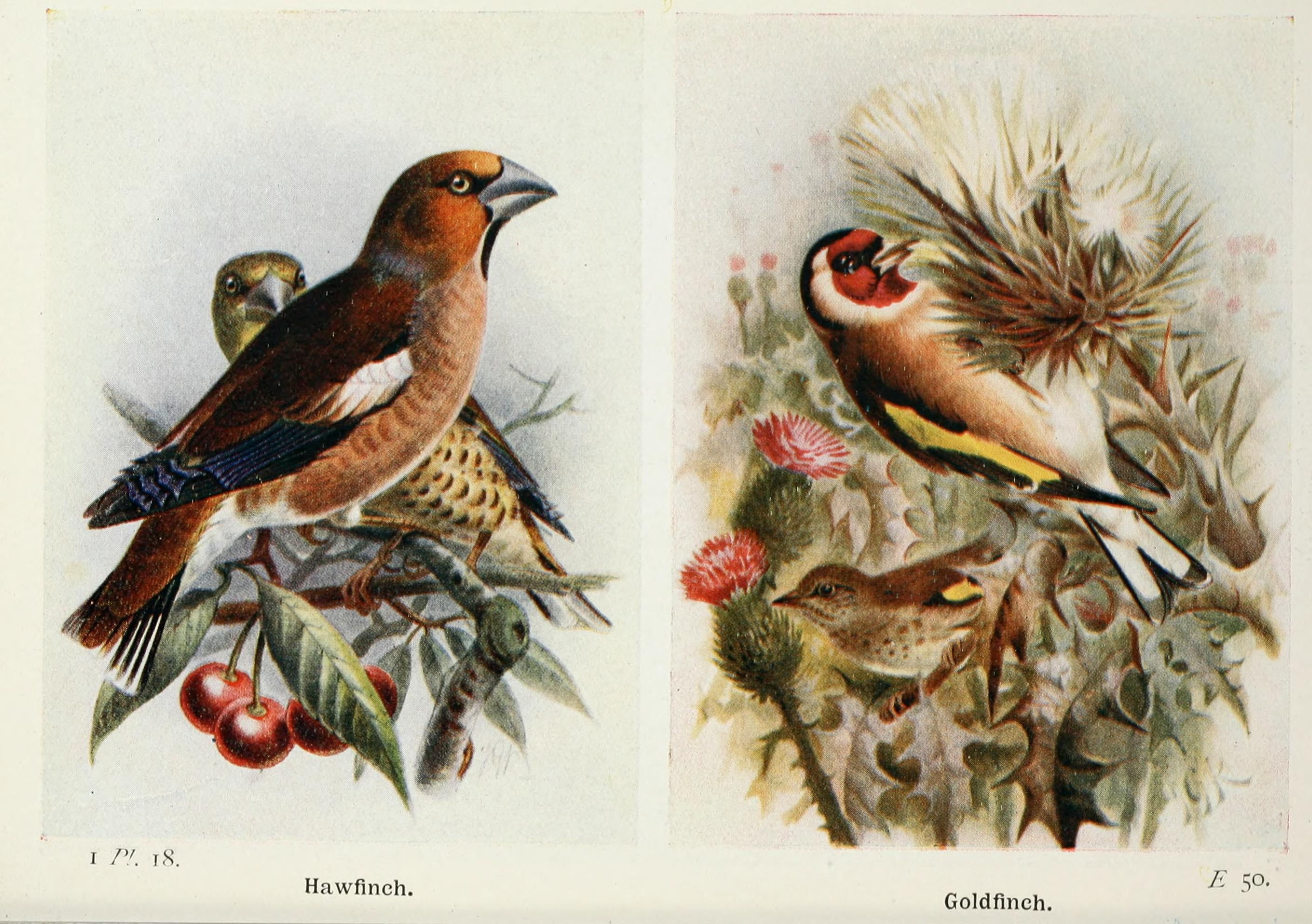
Illustrazione del 1919 raffigurante a sinistra dei frosoni, giganti fra i fringillidi, e a destra dei cardellini, specie di medie dimensioni.

Si tratta di uccelli dalla conformazione generalmente robusta e massiccia, sebbene di dimensioni contenute: le specie di minori dimensioni, con 9,5 cm di lunghezza e 8,4 g di peso, sono il lucherino andino ed il lucherino dorsonero, oltre ad alcune specie di eufonia, mentre il "gigante" della famiglia è il frosone dal collare coi suoi 24 cm di lunghezza e 83 g di peso, superato da singoli esemplari di ciuffolotto delle pinete (25,5 cm) e frosone vespertino (86,1 g), mediamente però più piccoli.
I fringillidi si presentano generalmente con testa arrotondata, occhi scuri, ali appuntite ma non allungate e becchi conici, più sottili nelle specie a dieta insettivora e più robusti in quelle principalmente granivora: degna di nota in questo senso è la radiazione adattativa dei drepanidini hawaiiani, che ha portato a becchi allungati e falciformi per la suzione del nettare così come a becchi estremamente massicci per la frantumazione dei gusci di frutti. Tutti i fringillidi sono provvisti di 9 remiganti primarie e 12 penne rettrici.
I colori base del piumaggio sono il bruno e il verdognolo; molte specie presentano anche vaste aree di colore nero, mentre il bianco è generalmente assente, tranne che per alcune bande sulle ali e altri simili segni distintivi di scarsa estensione. I pigmenti carotenoidi gialli e rossi brillanti sono molto comuni in questa famiglia, e così i colori strutturali azzurri sono piuttosto rari, dato che la presenza di pigmento giallo trasforma l'azzurro in verde. Molte specie presentano dicromatismo sessuale, con le femmine provviste di piumaggio dalle tinte più smorte e mimetiche rispetto ai maschi.

## Distribuzione e habitat
I fringillidi hanno distribuzione quasi cosmopolita, risultando naturalmente assenti solamente dall'Australia (dove vengono sostituiti dagli affini estrildidi) e dalle aree polari.
Le specie ascritte a questa famiglia si dimostrano molto adattabili, occupando gli habitat più svariati: dai deserti alla tundra rocciosa, dalle savane ai boschi di conifere. In generale, essi sono in grado di colonizzare qualsiasi luogo, a patto che esso sia provvisto di fonti permanenti di acqua dolce e di vegetazione per nidificare.

## Biologia
Le specie ascritte alla famiglia sono perlopiù uccellini allegri e vivaci, che si muovono di giorno in coppie o in gruppi di dimensioni anche piuttosto consistenti, emettendo quasi costantemente canti e richiami melodiosi. Sono infatti tutti ottimi cantori e molti di essi sono divenuti comuni uccelli da voliera; tra questi, il più famoso è il canarino domestico. Hanno volo vivace come quasi tutti i piccoli passeriformi, alternando veloci battiti d'ala a planate effettuate ad ali chiuse.

Quasi tutti i fringillidi sono essenzialmente granivori: alcune specie di drepanidini si sono evolute per suggere il nettare o cibarsi di insetti e frutta, ed anche le eufonie possiedono una dieta di questo genere. Tutte le specie tendono però ad alimentare i nidiacei (nidicoli, quindi ciechi ed implumi alla schiusa) perlopiù con piccoli invertebrati.
I nidi sono a forma di cesta (tranne che nelle eufonie, che costruiscono nidi globosi) e vengono di solito costruiti sugli alberi o, più raramente, tra i cespugli e le rocce: nonostante il dimorfismo sessuale anche molto accentuato, i fringillidi sono uccelli monogame, coi maschi conquistano le femmine col canto e partecipano con loro alla costruzione del nido ed alla cura della prole.

## Tassonomia
Il nome scientifico della famiglia, Fringillidae, deriva dal latino fringilla, stante ad indicare il fringuello comune: tale nome venne coniato nel 1820 dallo zoologo inglese William Elford Leach.
In base ai resti fossili finora rinvenuti, peraltro rarissimi ed in massima parte ascrivibili a specie ancora esistenti, si stima che (similmente alle altre famiglia di passeroidi) essi si siano differenziati verso la metà del Miocene (20-10 milioni di anni fa).
La tassonomia della famiglia è sempre stata piuttosto tormentata e difficoltosa, con continue riclassificazioni e riassestamenti dovuti alla grande somiglianza delle varie specie fra loro anche a causa della convergenza evolutiva piuttosto che della stretta parentela: l'avvento della genetica molecolare e dell'analisi del DNA mitocondriale ha portato a revisioni sostanziali in seno alla famiglia negli anni '90:
- i generi Euphonia e Chlorophonia, precedentemente ascritti ai Thraupidae in virtù della somiglianza morfologica, sono stati spostati fra i fringillidi, dove occupano una propria sottofamiglia, Euphoniinae[11];
- la sottofamiglia dei Drepanidinae è stata declassata al rango di tribù (Drepanidini, peraltro strettamente legati ai ciuffolotti del genere Carpodacus dai quali discenderebbero) in seno alla sottofamiglia Carduelinae[12];
- i generi più numerosi (il già menzionato Carpodacus, oltre a Carduelis e Serinus) si sono rivelati polifiletici e pertanto sono stati scorporati dando vita ai generi (precedentemente sottogeneri) Haemorhous, Acanthis, Chloris, Chrysocorythus, Crithagra, Linaria e Spinus[13][14].

Il Congresso Ornitologico Internazionale (2018) assegna alla famiglia Fringillidae 50 generi e 228 specie, suddivisi in tre sottofamiglie:
Sottofamiglia Fringillinae
- Genere Fringilla (4 spp.)

Sottofamiglia Carduelinae
- Tribù Coccothraustini
  - Genere Mycerobas (4 spp.)
  - Genere Hesperiphona (2 spp.)
  - Genere Coccothraustes (1 sp.)
  - Genere Eophona (2 spp.)
- Tribù Pyrrhulini
  - Genere Pinicola (1 sp.)
  - Genere Pyrrhula (7 spp.)
  - Genere Rhodopechys (2 spp.)
  - Genere Bucanetes (2 spp.)
  - Genere Agraphospiza (1 sp.)
  - Genere Callacanthis (1 sp.)
  - Genere Pyrrhoplectes (1 sp.)
  - Genere Procarduelis (1 sp.)
  - Genere Leucosticte (6 spp.)
- Tribù Carpodacini
  - Genere Carpodacus (27 spp.)
- Tribù Drepanidini
  - Genere Melamprosops (1 sp.)
  - Genere Paroreomyza (3 spp.)
  - Genere Oreomystis (1 sp.)
  - Genere Telespiza (2 spp.)
  - Genere Loxioides (1 sp.)
  - Genere Rhodacanthis (2 spp.) †
  - Genere Chloridops (1 sp.) †
  - Genere Psittirostra (1 sp.)
  - Genere Dysmorodrepanis (1 sp.) †
  - Genere Drepanis (3 spp.)
  - Genere Ciridops (1 sp.) †
  - Genere Palmeria (1 sp.)
  - Genere Himatione (2 spp.)
  - Genere Viridonia (1 sp.) †
  - Genere Akialoa (4 spp.) †
  - Genere Hemignathus (4 spp.)
  - Genere Pseudonestor (1 sp.)
  - Genere Magumma (1 sp.)
  - Genere Loxops (5 spp.)
  - Genere Chlorodrepanis (3 spp.)
- Tribù Carduelini
  - Genere Haemorhous (3 spp.)
  - Genere Chloris (5 spp.)
  - Genere Rhodospiza (1 sp.)
  - Genere Rhynchostruthus (3 spp.)
  - Genere Linurgus (1 sp.)
  - Genere Crithagra (37 spp.)
  - Genere Linaria (4 spp.)
  - Genere Acanthis (3 spp.)
  - Genere Loxia (6 spp.)
  - Genere Chrysocorythus (1 sp.)
  - Genere Carduelis (3 spp.)
  - Genere Serinus (8 spp.)
  - Genere Spinus (20 spp.)

Sottofamiglia Euphoniinae
- Genere Euphonia (27 spp.)
- Genere Chlorophonia (5 spp.)

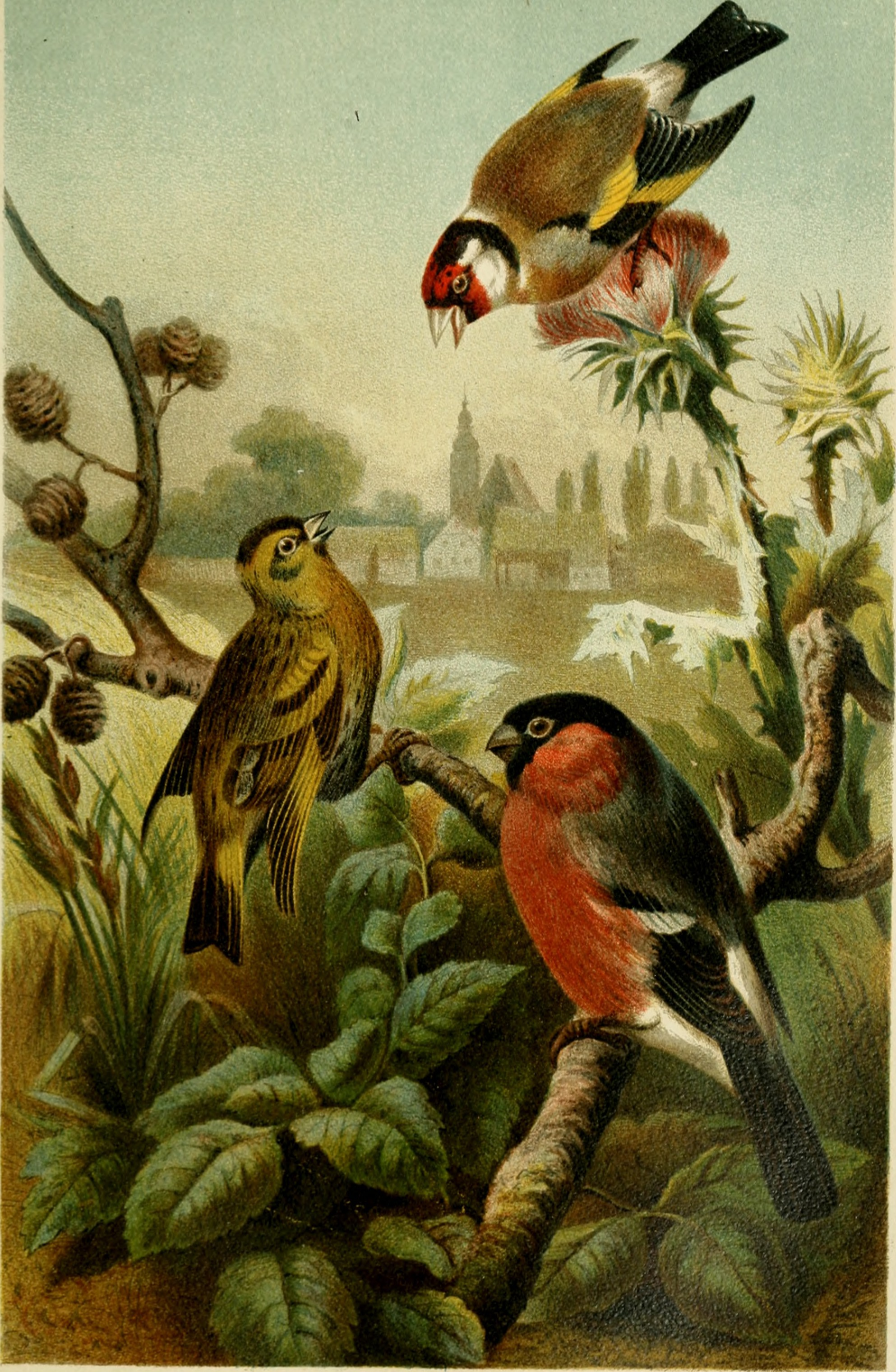
In alto cardellino (Carduelis carduelis)
Al centro lucherino (Spinus spinus)
In basso ciuffolotto (Pyrrhula pyrrhula)

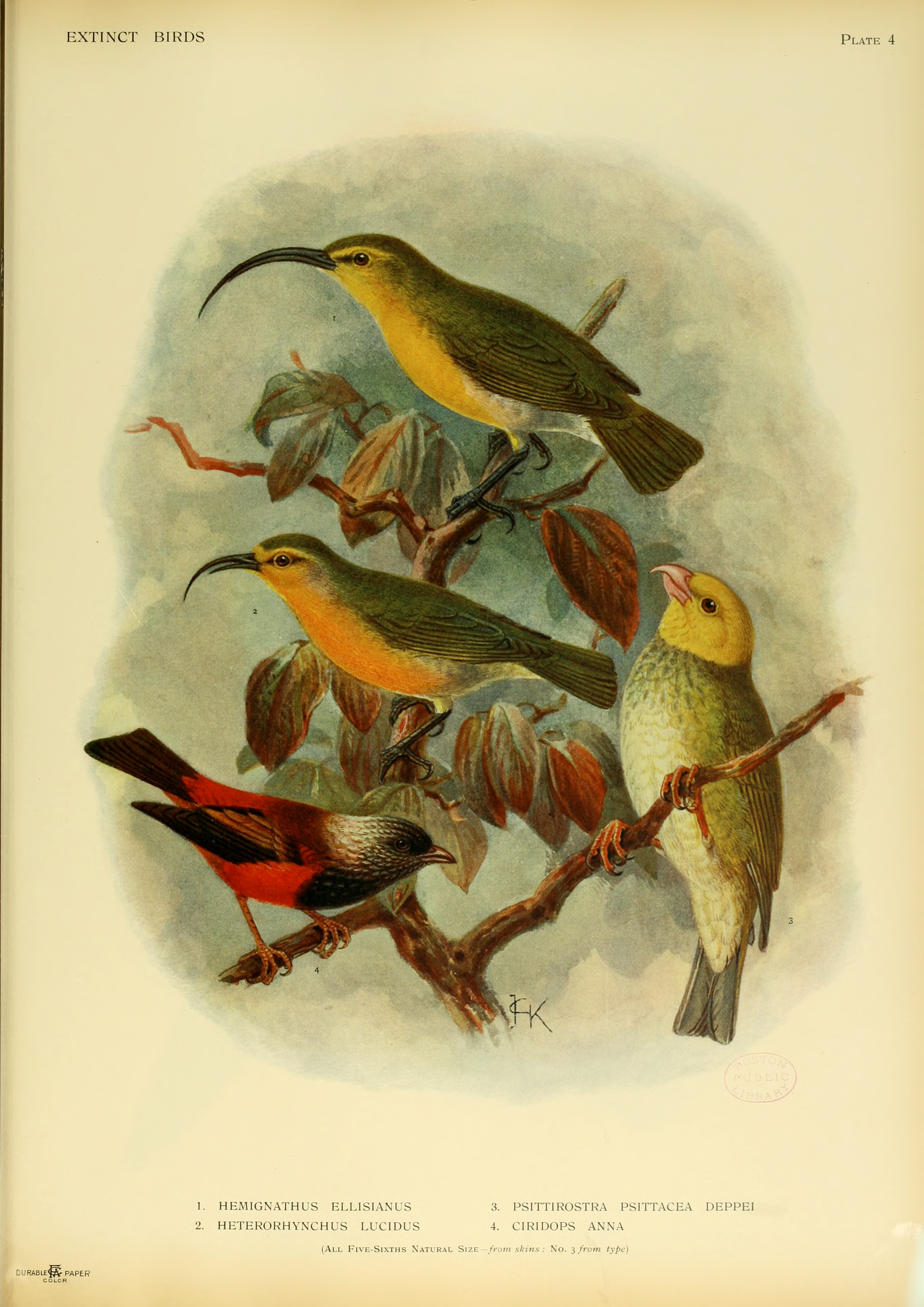
In alto akialoa maggiore (Akialoa ellisiana)
Al centro nukupuu (Hemignathus lucidus)
In basso a sin ula-ai-hawane (Ciridops anna)
In basso a dx (Psittirostra psittacea)

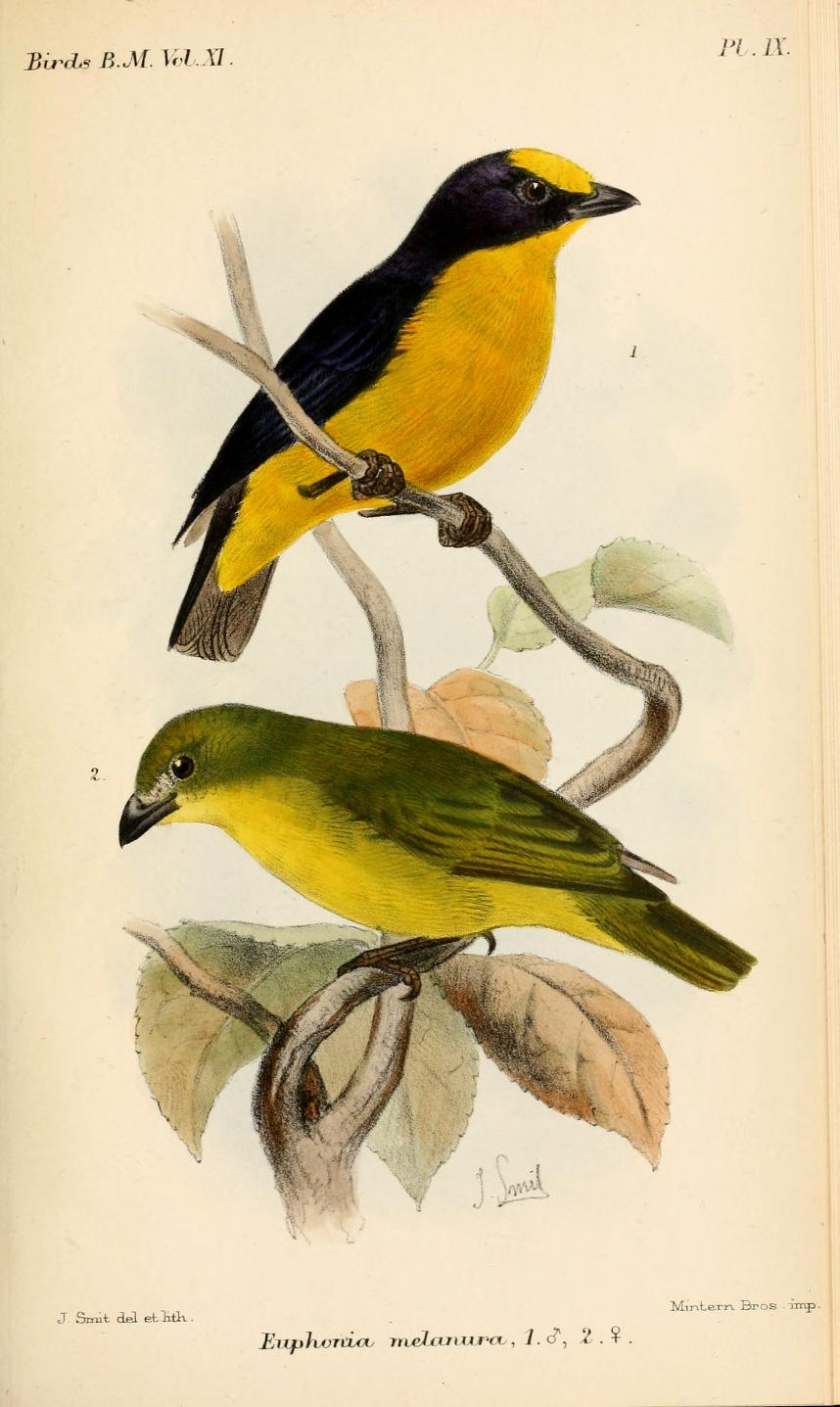
Eufonia beccoforte (Euphonia laniirostris)

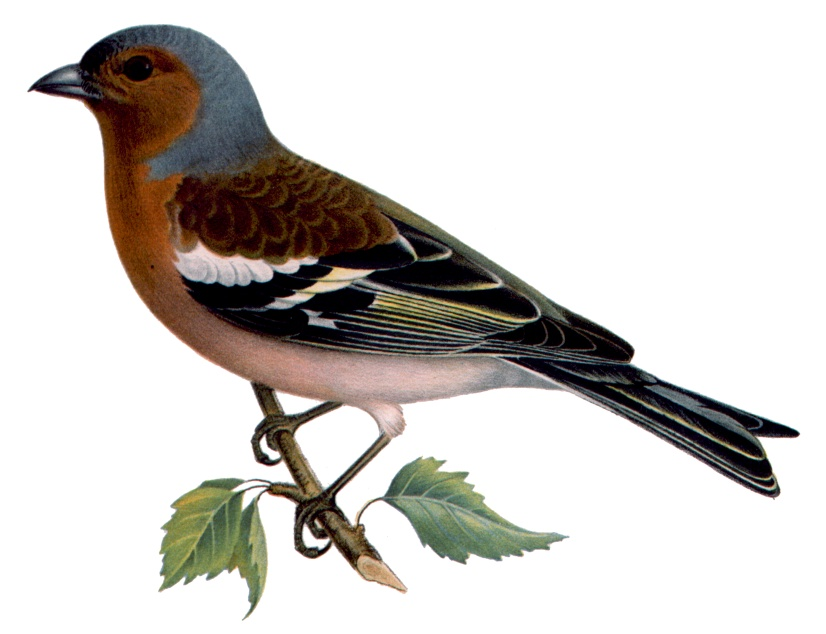
Fringuello comune (Fringilla coelebs)

Nonostante il nome comune, non appartengono ai fringillidi né i fringuelli di Darwin (ascritti ai Thraupidae) né il fringuello di Przewalski (Urocynchramus pylzowi), facente parte di una propria famiglia monotipica, Urocynchramidae.